# Wit Licht (album)
Wit licht is een album van de Nederlandse zanger Marco Borsato. De cd is onderdeel van het gelijknamige drieluik: Een album, concertreeks en een film. De singles Wit licht, Stop de tijd en Dochters afkomstig van het album, werden alle drie nummer 1-hits in de Nederlandse Top 40.
Voor het eerst in vier jaar bracht Borsato een nieuw album uit. Zijn laatste album dateerde uit 2004, toen de dvd Zien werd uitgebracht. Wit licht kwam op vrijdag 19 september uit, en behaalde nog voor de release de status dubbel platina. De zanger ontving de platina-award tijdens het televisieprogramma RTL Boulevard, een dag voor de release. Inmiddels is het album triple platina.
Borsato vond het zelf "megaspannend" om een nieuw album uit te brengen.

## Tracklist
1. "Was mij"
2. "Dochters"
3. "Stilte voor de storm"
4. "Voor één lach"
5. "Doe wat je altijd deed"
6. "Wit licht"
7. "Dans"
8. "Liefde wint"
9. "Nu of nooit"
10. "Stop de tijd"
11. "Ik hoor bij jou"

## Hitnotering
| "Wit Licht" in de Album Top 100 - binnen: 27 september 2008 | "Wit Licht" in de Album Top 100 - binnen: 27 september 2008 | "Wit Licht" in de Album Top 100 - binnen: 27 september 2008 | "Wit Licht" in de Album Top 100 - binnen: 27 september 2008 | "Wit Licht" in de Album Top 100 - binnen: 27 september 2008 | "Wit Licht" in de Album Top 100 - binnen: 27 september 2008 | "Wit Licht" in de Album Top 100 - binnen: 27 september 2008 | "Wit Licht" in de Album Top 100 - binnen: 27 september 2008 | "Wit Licht" in de Album Top 100 - binnen: 27 september 2008 | "Wit Licht" in de Album Top 100 - binnen: 27 september 2008 | "Wit Licht" in de Album Top 100 - binnen: 27 september 2008 | "Wit Licht" in de Album Top 100 - binnen: 27 september 2008 | "Wit Licht" in de Album Top 100 - binnen: 27 september 2008 | "Wit Licht" in de Album Top 100 - binnen: 27 september 2008 | "Wit Licht" in de Album Top 100 - binnen: 27 september 2008 | "Wit Licht" in de Album Top 100 - binnen: 27 september 2008 | "Wit Licht" in de Album Top 100 - binnen: 27 september 2008 | "Wit Licht" in de Album Top 100 - binnen: 27 september 2008 | "Wit Licht" in de Album Top 100 - binnen: 27 september 2008 | "Wit Licht" in de Album Top 100 - binnen: 27 september 2008 | "Wit Licht" in de Album Top 100 - binnen: 27 september 2008 | "Wit Licht" in de Album Top 100 - binnen: 27 september 2008 | "Wit Licht" in de Album Top 100 - binnen: 27 september 2008 | "Wit Licht" in de Album Top 100 - binnen: 27 september 2008 | "Wit Licht" in de Album Top 100 - binnen: 27 september 2008 |
| Week                                                        | 1                                                           | 2                                                           | 3                                                           | 4                                                           | 5                                                           | 6                                                           | 7                                                           | 8                                                           | 9                                                           | 10                                                          | 11                                                          | 12                                                          | 13                                                          | 14                                                          | 15                                                          | 16                                                          | 17                                                          | 18                                                          | 19                                                          | 20                                                          | 21                                                          | 22                                                          | 23                                                          | 24                                                          |
| ----------------------------------------------------------- | ----------------------------------------------------------- | ----------------------------------------------------------- | ----------------------------------------------------------- | ----------------------------------------------------------- | ----------------------------------------------------------- | ----------------------------------------------------------- | ----------------------------------------------------------- | ----------------------------------------------------------- | ----------------------------------------------------------- | ----------------------------------------------------------- | ----------------------------------------------------------- | ----------------------------------------------------------- | ----------------------------------------------------------- | ----------------------------------------------------------- | ----------------------------------------------------------- | ----------------------------------------------------------- | ----------------------------------------------------------- | ----------------------------------------------------------- | ----------------------------------------------------------- | ----------------------------------------------------------- | ----------------------------------------------------------- | ----------------------------------------------------------- | ----------------------------------------------------------- | ----------------------------------------------------------- |
| Nummer                                                      | 1                                                           | 1                                                           | 2                                                           | 1                                                           | 4                                                           | 3                                                           | 2                                                           | 5                                                           | 4                                                           | 3                                                           | 3                                                           | 1                                                           | 3                                                           | 1                                                           | 1                                                           | 4                                                           | 4                                                           | 6                                                           | 10                                                          | 14                                                          | 16                                                          | 15                                                          | 21                                                          | 28                                                          |
| Week                                                        | 25                                                          | 26                                                          | 27                                                          | 28                                                          | 29                                                          | 30                                                          | 31                                                          | 32                                                          | 33                                                          | 34                                                          | 35                                                          | 36                                                          | 37                                                          | 38                                                          | 39                                                          | 40                                                          | 41                                                          | 42                                                          | 43                                                          | 44                                                          | 45                                                          | 46                                                          |                                                             |                                                             |
| Nummer                                                      | 37                                                          | 37                                                          | 33                                                          | 32                                                          | 43                                                          | 58                                                          | 51                                                          | 52                                                          | 38                                                          | 33                                                          | 62                                                          | 68                                                          | 86                                                          | 23                                                          | 95                                                          | 91                                                          | 70                                                          | 87                                                          | 75                                                          | 86                                                          | 94                                                          | 79                                                          | uit                                                         |                                                             |